# Cànon de Star Trek
El cànon de Star Trek és el conjunt de tot el material que té lloc dins de l'univers Star Trek que es considera oficial. La definició i l'abast del cànon de Star Trek han canviat amb el temps. Fins a finals del 2006, estava compost principalment per les sèries de televisió d'imatge real i les pel·lícules abans de convertir-se en un concepte més vague i abstracte. Des del 2010 fins al 2023, el mapa del lloc web oficial de Star Trek descrivia la seva base de dades, que enumerava tant sèries com pel·lícules d'animació i d'acció real com a fonts, com "El cànon oficial de Star Trek".
Tot i que Roddenberry va exercir un control creatiu gairebé total durant les primeres temporades de Star Trek, va rebatre preventivament qualsevol idea que ell seria l'autoritat final. Havia esperat que «Star Trek» continués després de la seva mort. Com que «Star Trek» era constantment millorat per cada generació següent, esperava que la gent recordés els seus humils inicis com això, els simples inicis d'alguna cosa molt més gran i millor.

## Sèries i pel·lícules de televisió
Generalment, totes les sèries i pel·lícules de televisió d'imatge real de Star Trek s'han considerat part del cànon, fins al punt de contradicció o material que els creadors consideren dolent. Star Trek: Lower Decks i Star Trek: Prodigy també s'accepten com a canòniques. Fins al 2010, tot allò que no pertanyia als episodis de televisió i les pel·lícules d'imatge real es considerava "tradicionalment" no canònic, incloent-hi Star Trek: La sèrie animada. Tanmateix, una gran part de la base de fans, així com els afiliats de Star Trek, van donar suport a que La sèrie animada fos adoptat com a completament canònica. Amb el rellançament de StarTrek.com el 2010, La sèrie animada es va afegir a la llista de sèries canòniques incloses a la base de dades, confirmant així oficialment el nou estatus de la sèrie com a part del cànon de Star Trek.
Gene Roddenberry era una mena de revisionista pel que fa al cànon. La gent que va treballar amb Roddenberry recorda que solia tractar la canonicitat punt per punt en lloc de sèrie per sèrie o episodi per episodi. Si canviava d'opinió sobre alguna cosa, o si un fet d'un episodi contradeia el que considerava un fet més important en un altre episodi, no tenia cap problema a declarar que aquest fet específic no era canònic.
| «                               | Mira, la gent ens pot enxampar fàcilment i dir "bé, espera un moment, a 'L'equilibri del terror', sabien que els romulans tenien un dispositiu d'invisibilitat, i després a 'Incident a l'Enterprise', no saben res sobre dispositius de camuflament, però robaran aquest perquè evidentment tot just s'ha desenvolupat, així que com dimonis ho expliques?" No podem. Hi ha algunes coses que simplement no podem explicar, sobretot quan es tracta de la tercera temporada. Així doncs, sí, la tercera temporada és canònica [sic] fins al punt de la contradicció, o on és tan dolenta... ja saps, ens posem una mica nerviosos quan la gent ens pregunta: "Bé, què va passar a 'Els fillastres de Plató', i 'I els nens ens guiaran', i 'El cervell de l'Spock', etcètera... és com, si us plau, ni tan sols la produïa en aquell moment. Però, en general, [el cànon és] la sèrie original, no realment l'animació, la primera pel·lícula fins a cert punt, la resta de pel·lícules en certs aspectes però no en totes... Sé que és molt difícil d'entendre. Literalment és punt per punt. De vegades no sé com respondrà a una pregunta quan vaig al seu despatx, realment no sempre ho sé, i... i ho sé probablement millor que ningú, què és el que li agrada i no li agrada a Gene. | » |
| — Richard Arnold, arxiver, 1991 | |   |

| «                                | Les discussions sobre el "cànon" són absurdes. Sempre he pensat que Star Trek Animated formava part de Star Trek perquè Gene Roddenberry n'ha acceptat el sou i ha posat el seu nom als crèdits. I D. C. Fontana —i tots els altres guionistes implicats— es van esforçar molt per fer-ne el millor Star Trek possible. Però tot aquest assumpte del "cànon" realment es va originar amb el noi dels encàrrecs de Gene. A Gene li agradava donar títols a la gent en lloc d'augments de sou, així que el noi dels encàrrecs va ser nomenat "arxiver" i, pel que sembla, se li va pujar al cap. Gene li va donar la responsabilitat de respondre totes les preguntes dels fans, ximples o no, i, pel que sembla, se li va pujar al cap. | » |
| — David Gerrold, guionista, 2014 | |   |

| « | Una altra cosa que fa que el cànon sigui una mica confús. El mateix Gene R. tenia el costum de descanonitzar les coses. No li agradava com va resultar la sèrie animada, així que va proclamar que no era canònica. Tampoc li agradaven moltes de les pel·lícules. Així que tampoc les considerava gaire canòniques. I –d'acord, us espantaré amb aquesta– després de posar en marxa "TNG" ["Star Trek: La nova generació"], ell... bé... va decidir que part de "La sèrie original" no era canònica tampoc. Vaig tenir una conversa amb ell una vegada, on vaig citar un parell de coses que eren clarament canòniques a "La sèrie original", i em va dir que ja no pensava així, i que ara considerava "TNG" com a canònic allà on hi havia conflicte entre les dues. Va admetre que era un pensament revisionista, però que així era. | » |

No existeix cap llista definitiva de quines pel·lícules en particular no li agradaven a Roddenberry, o quins elements no considerava canònics. Per exemple, el llibre de referència "Star Trek Chronology" afirma que Roddenberry considerava elements de "Star Trek V" i "Star Trek VI" com a apòcrifs, però no especifica a quins elements concrets de les pel·lícules es va oposar Roddenberry.

## Altres obres amb llicència
En general, les novel·les de «Star Trek» no es consideren part del cànon. Aquesta va ser una directriu establerta des del principi per Gene Roddenberry i repetida moltes vegades per persones que van treballar amb ell:
| «                      | I mentre Gene Roddenberry hi estigui involucrat, ell té l'última paraula sobre què és «Star Trek». Així doncs, per a nosaltres aquí... Ron Moore, Jeri Taylor, tothom qui treballa a la sèrie... Gene n'és l'autoritat. I quan diu que els llibres, els jocs, els còmics i tot el demés no són veritat absoluta, sinó que només són un "Star Trek" addicional basat en el seu "Star Trek", però no formen part de l'univers real de "Star Trek" que ell va crear... són, ja saps, una mica divertits per mantenir-te ocupat entre episodis i entre pel·lícules, el que sigui... però no vol que això es consideri fonts d'informació per als guionistes que treballen en aquesta sèrie, no vol que ningú que treballi en altres projectes la consideri part del cànon. | » |
| — Richard Arnold, 1991 | |   |

Tanmateix, aquesta regla no està exempta de rares excepcions. Dues novel·les de Voyager escrites per Jeri Taylor (cocreadora i aleshores productora de Voyager), Mosaic i Pathways, estaven destinades a ser canòniques, per ser utilitzades com a materials de referència per als escriptors de Voyager. Tanmateix, com que part de la informació general esmentada en aquests llibres mai es va fer referència a un episodi de Voyager, o es va contradir en episodis escrits després de la seva publicació, el seu estatus dins del cànon encara està obert a debat.
També hi ha missatges contradictoris sobre llibres de referència de «no-ficció» com ara The Star Trek Encyclopedia, Star Trek Chronology, Star Trek: The Next Generation Technical Manual, i Star Trek: Deep Space Nine Technical Manual. A diferència de les novel·les i les novel·litzacions, aquests manuals de referència mai no han estat nomenats explícitament com a no canònics, i el fet que fossin oficialment aprovats per Paramount i donats als guionistes dels episodis com a guies els dóna una aura de credibilitat. El mateix Roddenberry ho considerava part dels "rerefons" de Star Trek. De la mateixa manera, Michael Okuda i Rick Sternbach, artistes i assessors tècnics des de Star Trek: La nova generació i autors de diversos d'aquests llibres de referència, consideraven la seva obra "bastant oficial". Tanmateix, no arriben a anomenar els llibres canònics, deixant el debat obert. L'escriptor i coproductor de "Star Trek" Ronald D. Moore va rebutjar aquest material, dient que, tot i que l'equip de guionistes consultava sovint materials de referència, no els consideraven canònics, reservant aquest títol per als episodis i les pel·lícules. Tanmateix, en una sèrie de publicacions als fòrums del lloc web oficial de Star Trek, el director sènior de Viacom, Harry Lang, va establir la seva opinió que els llibres de referència són canònics, dient que "Només els llibres de referència (manual tècnic, enciclopèdia, etc.) i dos llibres de Jeri Taylor es consideren canònics fora de la sèrie de televisió i les pel·lícules".
Les novel·litzacions d'episodis i pel·lícules no es consideren canòniques. Aquesta és una tradició que també es remunta al mateix Roddenberry. La seva novel·lització de Star Trek: La pel·lícula inclou moltes tangents i informació nova. Revela, per exemple, que la dona que mor en l'accident del transportador era l'exdona de Kirk. Tot i que aquesta novel·la va omplir molts buits que quedaven a la pel·lícula, s'ha dit que el mateix Roddenberry pensava que no s'hauria de considerar canònica:
| «                      | La novel·lització que Gene va escriure ell mateix, de "Star Trek: La pel·lícula", tampoc la considera canònica, perquè també es va desviar per la tangent, que va dir que està bé que els escriptors individuals ho facin, i certament ell mateix s'hi va divertir, omplint parts del trencaclosques que mai no hauria pogut fer en una pel·lícula, hauria estat una pel·lícula de deu hores, però no vol que ni tan sols això s'utilitzi per al cànon, perquè altrament, on es posa el límit? Quins llibres s'accepten i quins no? | » |
| — Richard Arnold, 1991 | |   |

Els còmics de Star Trek i les revistes generalment no es consideren part del cànon. Pel que fa als vincles de còmics d'IDW Publishing amb la pel·lícula del 2009 i la seva seqüela, el guionista Roberto Orci va considerar que la informació de fons transmesa en aquests llibres es podia considerar canònicament precisa. Utilitzant regles similars a les que regien el cànon de Star Wars en aquell moment, va reconèixer que el material de l'univers estès que supervisa podia seguir formant part del cànon acceptat tret que fos contradit per futures pel·lícules o sèries de televisió.
Res del que passa als Jocs de Star Trek, l'atracció Star Trek: The Experience o qualsevol altre material amb llicència es considera canònic, ni tampoc cap obra sense llicència com ara Produccions de fans de Star Trek.